# Turgaj
Turgaj (ryska: Тургай) är en ort i Kazakstan.   Den ligger i oblystet Qostanaj, i den centrala delen av landet, 600 km väster om huvudstaden Astana. Turgaj ligger 105 meter över havet och antalet invånare är 5 277.
Terrängen runt Turgaj är platt.  Trakten runt Turgaj är nära nog obefolkad, med mindre än två invånare per kvadratkilometer. Trakten runt Turgaj består i huvudsak av gräsmarker.